# Antic Ajuntament de Castellar del Vallès
L'Antic Ajuntament de Castellar del Vallès és un edifici del municipi de Castellar del Vallès (Vallès Occidental) que forma part de l'Inventari del Patrimoni Arquitectònic de Catalunya.

## Descripció
És un edifici entre mitgeres que consta de planta baixa i un pis. El frontis segueix un esquema simètric i la decoració es concentra en el pis superior. A la planta baixa s'obren tres portes d'arc rebaixat que tenen la clau decorada. Al primer pis se situen tres finestrals amb balconades de pedra esculpides amb motius florals; els finestrals estan emmarcats per pilastres que aguanten una llinda decorada amb palmetes i al centre un escut.
En l'escut de la finestra central es representa un gos i una campana, símbol de les famílies que exerciren llur jurisdicció a Castellar, la campana dels Clasquerí i el gos emblema de la família Meca. Dues pilastres estriades, amb capitells amb decoració floral, separen les finestres. Sobre les finestres unes mènsules suporten l'acabament de la façana, al centre mateix, un rellotge i a cada banda, l'any que es bastí l'edifici (1901) complementat amb decoració floral.

## Història
Aquest edifici es va construir sobre el que anteriorment era el cafè de Cal Viñas. En origen va ser el "Café del Porvenir" fins que la marquesa de Castellar, Emília Carles, vídua de Tolrà, comprà l'edifici per tal d'habitar-lo com a Ajuntament. L'any 1994, l'Ajuntament es va traslladar al Palau Tolrà i aquest edifici es transformà en Casal d'Entitats i, fins al 2005, també va ser el Punt d'Informació Juvenil.